# Kerstin Krause
Kerstin Krause (* 28. Februar 1963 in Berlin) ist eine deutsche Regisseurin und Autorin.

## Leben
Kerstin Krause wurde als Tochter deutsch-spanischer Eltern in Berlin geboren. Nach der Ausbildung zur Flugbegleiterin bei der Lufthansa absolvierte sie das Studium Regie an der Kunsthochschule für Medien in Köln mit Abschluss Diplom. Anschließend studierte sie als Zusatzstudium Drehbuch an der Internationalen Filmschule Köln. Seit 1994 ist sie als Regisseurin für verschiedene Fernsehserien tätig und gehörte von 2003 bis 2018 zum festen Regieteam der Lindenstraße.

## Filmografie

### Regie
- 1994–1999: Unter uns (Fernsehserie, RTL)
- 1995–1996: C&A-Sound of Fashion (Musikvideo&Werbung, Viva 1&2, MTV)
- 1997: Hinter Gittern – Der Frauenknast (Fernsehserie, RTL)
- 1997–2000: Notruf (Dokudrama, RTL)
- 2002: Die Anrheiner (Fernsehserie, WDR)
- 2005: Verschollen (Fernsehserie, VOX)
- 2005–2006: Männer allein Zuhaus (Life Comedy, WDR)
- 2000–2013: Verbotene Liebe (Fernsehserie, ARD)
- 2003–2018: Lindenstraße (Fernsehserie, ARD)
- 2012–2013: Ein Fall für die Anrheiner (Fernsehserie, WDR)
- 2015–2018: Sturm der Liebe (Fernsehserie, ARD)
- 2016–2019: Rote Rosen (Fernsehserie, ARD)
- 2019: SOKO Wismar (Fernsehserie, ZDF)
- 2020: In aller Freundschaft (Fernsehserie, ARD)
- 2020: Großstadtrevier (Fernsehserie, ARD)
- 2021: Die Fallers – Die SWR Schwarzwaldserie (Fernsehserie, SWR)
- 2021: SOKO Wismar (Fernsehserie, ZDF)